# Agència de certificació kosher
Una agència de certificació kosher és una organització que atorga un hechsher (en hebreu: הכשר) (en català: "segell d'aprovació") a ingredients, aliments envasats, begudes i productes alimentaris, així com a proveïdors de serveis d'aliments i instal·lacions en les quals es prepara o serveix menjar kosher. Aquesta certificació verifica que els ingredients, el procés de producció i el procés de servei dels aliments compleixen amb les lleis del kashrut (les lleis jueves referents a l'alimentació), segons l'estipulat en el Talmud de Babilònia i en el Xulhan Arukh, els llibres sagrats del judaisme ortodox. L'agència de certificació envia als mashgichim (uns supervisors rabínics) a fer visites periòdiques a les instal·lacions de l'empresa i a supervisar la producció dels aliments i el procés d'envasament dels mateixos, amb la finalitat de verificar el compliment de les normes rabíniques. Cada agència té el seu propi símbol i la seva marca registrada que permet als fabricants i als proveïdors de serveis alimentaris mostrar en la tenda els seus productes amb el certificat kosher, l'ús d'aquest símbol pot ser revocat per l'incompliment de les normes rabíniques i talmúdiques. L'abast d'una agència de certificació kosher s'estén només a aquelles àrees exigides per la halacà, la llei jueva. No obstant això, la certificació kosher no és un substitut de les proves de qualitat dels aliments i de la seva aplicació per part del govern del país, o per part del sector privat.